# Список клубних чемпіонів світу з футболу
Надалі подано список всіх змагань під егідою ФІФА для міжконтинентальних клубних турнірів:
Міжконтинентальний кубок — міжнародне футбольне змагання, що проводилося протягом 1960—2004 років спільно УЄФА та КОНМЕБОЛ. Участь у змаганні брали найсильніші клуби Європи та Південної Америки — переможці відповідно Кубку чемпіонів/Ліги чемпіонів УЄФА та Кубку Лібертадорес. Довгий час був також відомий під своєю комерційною назвою: «Кубок Тойоти». Трофей розігрували клуби, що представляли найбільш розвинені футбольні конфедерації.
Останній розіграш змагання відбувся 2004 року, останнім володарем трофею став португальський «Порту». З 2005 року змагання було замінене Клубним чемпіонатом світу, який проводиться під егідою ФІФА і у якому також беруть участь представники азійської, африканської, північноамериканської та океанської футбольних конфедерацій. 2017 року усіх переможців турніру було офіційно визнано ФІФА клубними чемпіонами світу.
Клубний чемпіонат світу з футболу — головний клубний турнір планети який надає титул чемпіона світу, хоча і поступається популярністю Лізі чемпіонів УЄФА і Кубку Лібертадорес. Турнір є офіційним правонаступником Міжконтинентального кубка, що розігрувався з 1960 по 2004 роками серед чемпіонів двох найбільш розвинених континентів футбольного світу в цю епоху.
Перший розіграш турніру відбувся у 2000 році, але через банкрутство спонсора чемпіонату ISL другий розіграш стався лише через 5 років — у 2005 році.
Головним спонсором Кубка є Тойота.
Міжконтинентальний кубок ФІФА — клубний турнір в якому беруть участь клубні чемпіони шести конфедерацій ФІФА, які розігрують трофей у турнірі на вибування, при цьому європейська команда отримає пряму путівку до фіналу.
Переможець турніру отримує титул клубного чемпіону світу.

## Перемоги
| Клуб                | Країна     | Трофеї | Міжконтинентальний кубок | Клубний чемпіонат світу          | Міжконтинентальний кубок ФІФА |
| ------------------- | ---------- | ------ | ------------------------ | -------------------------------- | ----------------------------- |
| Реал Мадрид         | Іспанія    | 9      | 3 (1960, 1998, 2002)     | 5 (2014, 2016, 2017, 2018, 2022) | 1 (2024)                      |
| Мілан               | Італія     | 4      | 3 (1969, 1989, 1990)     | 1 (2007)                         |                               |
| Баварія             | Німеччина  | 4      | 2 (1976, 2001)           | 2 (2013, 2020)                   |                               |
| Пеньяроль           | Уругвай    | 3      | 3 (1961, 1966, 1982)     |                                  |                               |
| Насьйональ          | Уругвай    | 3      | 3 (1971, 1980, 1988)     |                                  |                               |
| Бока Хуніорс        | Аргентина  | 3      | 3 (1977, 2000, 2003)     |                                  |                               |
| Сан-Паулу           | Бразилія   | 3      | 2 (1992, 1993)           | 1 (2005)                         |                               |
| Інтернаціонале      | Італія     | 3      | 2 (1964, 1965)           | 1 (2010)                         |                               |
| Барселона           | Іспанія    | 3      |                          | 3 (2009, 2011, 2015)             |                               |
| Сантус              | Бразилія   | 2      | 2 (1962, 1963)           |                                  |                               |
| Індепендьєнте       | Аргентина  | 2      | 2 (1973, 1984)           |                                  |                               |
| Аякс                | Нідерланди | 2      | 2 (1972, 1995)           |                                  |                               |
| Ювентус             | Італія     | 2      | 2 (1985, 1996)           |                                  |                               |
| Порту               | Португалія | 2      | 2 (1987, 2004)           |                                  |                               |
| Манчестер Юнайтед   | Англія     | 2      | 1 (1999)                 | 1 (2008)                         |                               |
| Корінтіанс          | Бразилія   | 2      |                          | 2 (2000, 2012)                   |                               |
| Челсі               | Англія     | 2      |                          | 2 (2021, 2025)                   |                               |
| Расинг              | Аргентина  | 1      | 1 (1967)                 |                                  |                               |
| Естудьянтес         | Аргентина  | 1      | 1 (1968)                 |                                  |                               |
| Феєнорд             | Нідерланди | 1      | 1 (1970)                 |                                  |                               |
| Атлетіко (Мадрид)   | Іспанія    | 1      | 1 (1974)                 |                                  |                               |
| Олімпія (Асунсьйон) | Парагвай   | 1      | 1 (1979)                 |                                  |                               |
| Фламенгу            | Бразилія   | 1      | 1 (1981)                 |                                  |                               |
| Греміо              | Бразилія   | 1      | 1 (1983)                 |                                  |                               |
| Рівер Плейт         | Аргентина  | 1      | 1 (1986)                 |                                  |                               |
| Црвена Звезда       | Югославія  | 1      | 1 (1991)                 |                                  |                               |
| Велес Сарсфілд      | Аргентина  | 1      | 1 (1994)                 |                                  |                               |
| Боруссія (Дортмунд) | Німеччина  | 1      | 1 (1997)                 |                                  |                               |
| Інтернасьйонал      | Бразилія   | 1      |                          | 1 (2006)                         |                               |
| Ліверпуль           | Англія     | 1      |                          | 1 (2019)                         |                               |
| Манчестер Сіті      | Англія     | 1      |                          | 1 (2023)                         |                               |